# All Night Long (Buckcherry)
| Recensione    | Giudizio |
| ------------- | -------- |
| Allmusic      | [ 1 ]    |
| Metacritic    | 64/100   |
| Rolling Stone | [ 3 ]    |

All Night Long è il quinto album del gruppo hard rock statunitense Buckcherry, pubblicato il 3 agosto 2010 con la Eleven Seven Music. L'album è stato pubblicato anche in edizione deluxe, con abbinato l'EP Reckless Sons Acoustic.

## Tracce
1. All Night Long – 3:54 (Josh Todd, Keith Nelson)
2. It's a Party – 3:44 (Todd, Nelson, Marti Frederiksen)
3. These Things – 3:52 (Todd, Nelson, Jimmy Ashhurst)
4. Oh My Lord – 3:38 (Todd, Nelson)
5. Recovery – 3:01 (Todd, Nelson, Stevie D.)
6. Never Say Never – 3:43 (Todd, Nelson, Frederiksen)
7. I Want You – 3:43 (Todd, Nelson, Frederiksen)
8. Liberty – 4:16 (Todd, Nelson, Ashhurst)
9. Our World – 3:50 (Todd, Nelson, Frederiksen, Ashhurst)
10. Bliss – 3:56 (Todd, Nelson, Frederiksen)
11. Dead – 5:24 (Todd, Nelson)

Traccia bonus dell'edizione giapponese
1. Lonely – 3:14 (Todd, Nelson)

Reckless Sons Acoustic EP
1. These Things (Acoustic) – 3:58
2. Fire Off Your Guns – 3:46
3. Black Butterfly – 3:47
4. King of Kings – 4:49
5. My Friend – 3:58
6. Grace – 4:20

## Formazione
- Josh Todd – voce
- Keith Nelson – chitarra solista, cori
- Stevie D. – chitarra ritmica, cori
- Jimmy "Two Fingers" Ashhurst – basso, cori
- Xavier Muriel – batteria, percussioni